# Карибы (группа народов)

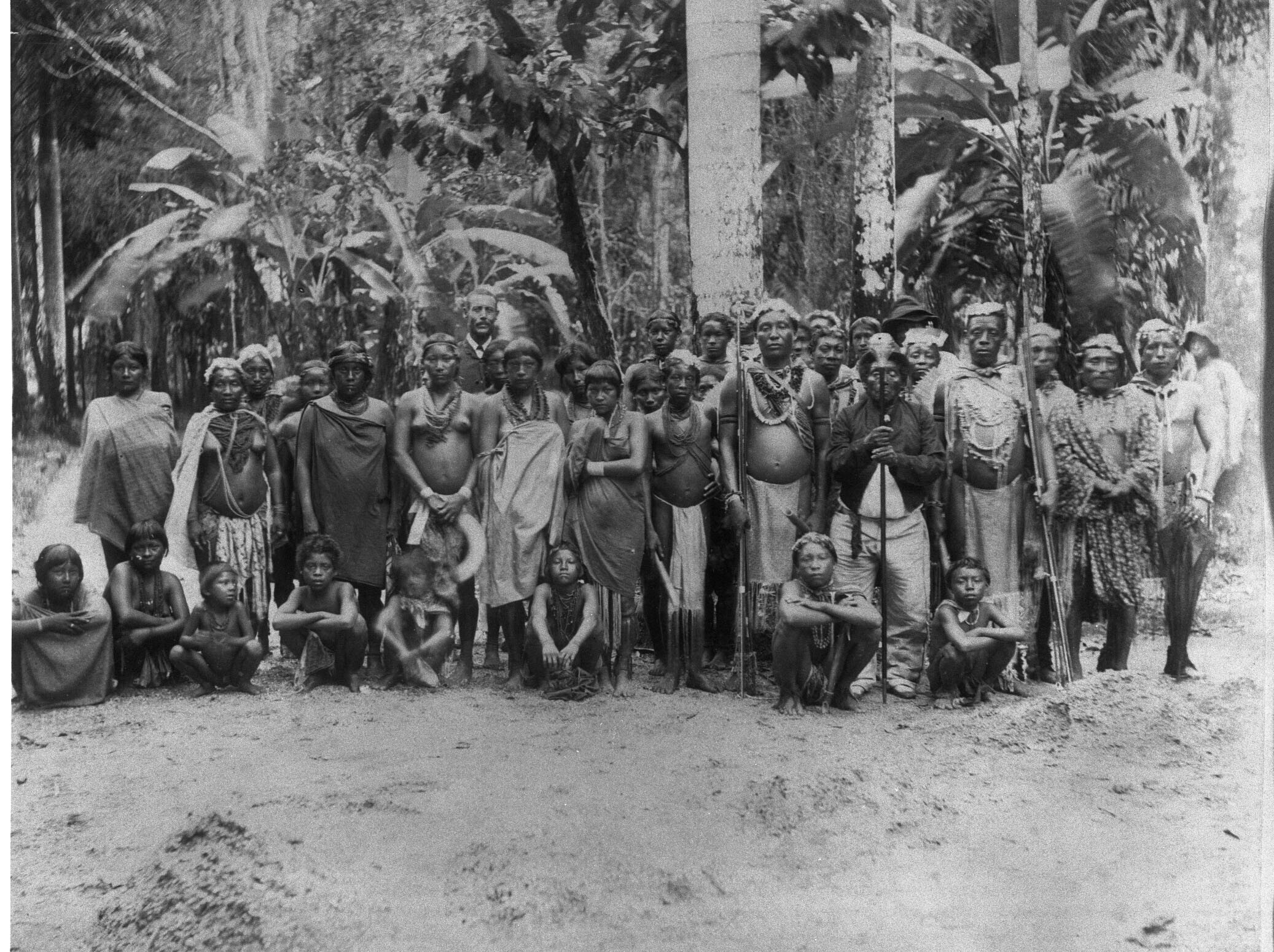
Племя карибов, 1880.

Кари́бы (караибы) — группа индейских народов в Южной Америке.  
Включают материковых карибов на севере Южной Америки и островных карибов, больше всего которых сохранилось на Малых Антильских островах Сент-Винсент и Гренадины и Доминика (порядка 3 тыс. чел. в каждой из этих стран). На Доминике с 2015 года для обозначения народа используется эндоэтноним калинаго (карифуна в единственном числе) вместо экзонима «карибы».

## Ареал расселения и происхождение

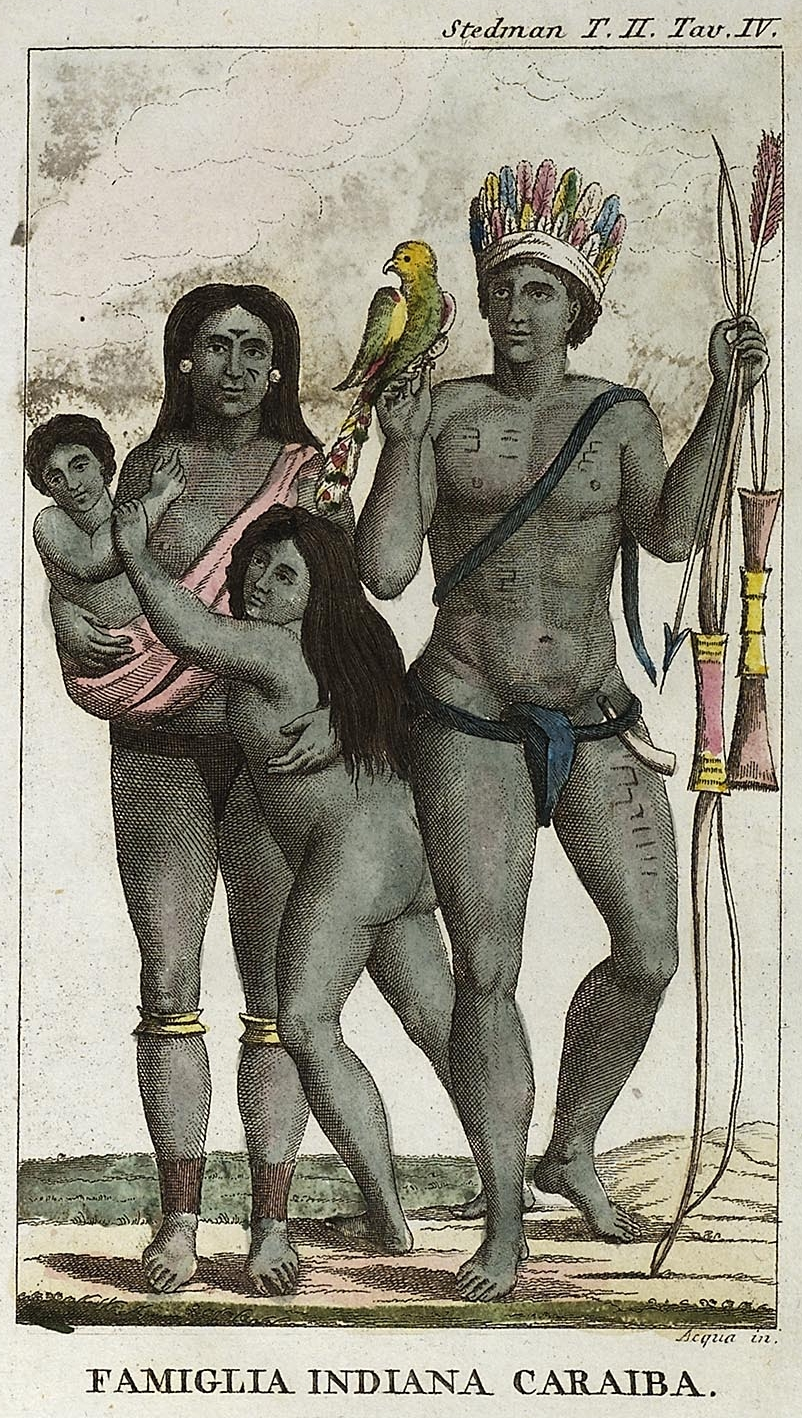
Карибы

Карибы живут в Южной Америке: их представители есть в Колумбии, Венесуэле, Бразилии, Перу, Гайане, Гвиане, Суринаме — главным образом, между реками Ориноко, Риу-Негру и Амазонкой, и Атлантическим океаном.
Зона обитания — тропические леса, по культуре они ближе всего аравакам.
Вероятно, расселение карибов началось из Гвианы. В XIV—XV веках они начали переселяться на Малые Антильские острова, где смешались с араваками и перешли на их язык. Некоторые племена карибов вымерли к началу XX века.
В истории отдельных племён упоминаются и объединения беглых африканских рабов с этими индейцами. Беглые рабы говорили по-европейски, но образ жизни перенимали индейский. На острове Сент-Винсент беглые африканские рабы смешались с местными карибами, образовав народность чёрных карибов — гарифуна, которая более 200 лет оказывала ожесточённое сопротивление попыткам колонизации острова европейцами.

## Языки
Карибская языковая семья включает около 50 языков и диалектов, из которых ни один не изучен хорошо. Это, например, арайя, аракуажу, гуайкери, гуамако, гуарино, жамарикума, кариб, паравилана, рукуйен, тотомако и др.
У карибов Антильских островов существовало 2 языка: мужской и женский. Вероятно, они появились тогда, когда карибы (мужчины) смешивались с араваками (карибы истребляли соседние племена, оставляя одних женщин), и такое разделение поддерживалось и среди детей.

## Быт и традиционные занятия
Поселение карибов — большой дом-малока или несколько домов для больших семей вокруг мужского дома в центре посёлка (планировка, свойственная и другим индейским народам). Для социальных отношений характерны матрилинейный счёт родства и матрилокальное поселение. Сохранялись и некоторые другие пережитки матриархата, хотя власть принадлежала мужчинам. У некоторых племён (макиритаре) на праздниках была церемония: женщины набрасывались на мужчин с кулаками, и те отдавали им мясо.
Карибы считались воинственными и агрессивными, хотя по числу воинов и вооружению не превосходили соседей. Тем не менее во времена Колумба они оказывали ожесточенное сопротивление испанцам. Некоторые Малые Антильские острова (Сент-Винсент, Сент-Люсия, Доминика), из-за сопротивления карибов, европейцам удалось колонизировать только к концу XVII века.
Традиционные занятия — ручное подсечно-огневое земледелие, выращивание горького маниока, а также рыболовство (с помощью яда).
Развиты художественное плетение (геометризированные зооморфные изображения), изготовление изделий из бисера, гамаков, долблёных лодок, резьба по дереву (скамьи для шаманов и вождей с изображениями животных).

## Духовная культура

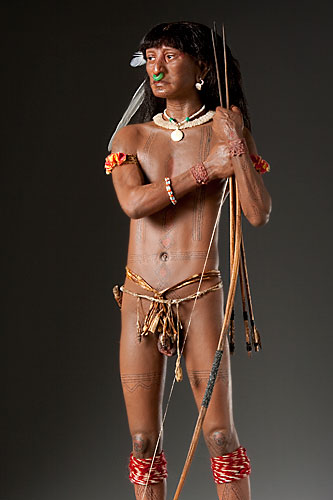
Воин-кариб (воск)

Одними из основных хранителей духовной культуры карибских индейцев являются шаманы (кариб. пойаи). Для мифологии карибов характерны сюжеты о близнецах, вылавливании женщин из воды, где они плавали в виде рыб, и т. д.
Сохраняется тотемизм, в отличие от других южноамериканских народов, у которых осталась только вера в оборотничество. В этом они близки аравакам.
В конце XVIII в. у карибов был описан культ Луны: на новолуние все берут друг друга под руки, старейшина читает молитву к Луне с рефреном «Амонтикамава», после чего все, обнимаясь, плачут, падают ниц на землю, расходятся по жилищам и весь день в страхе молчат.
Мальчики карибов проходят инициации. Они включали в себя испытания более или менее сильными физическими страданиями. У одного из карибских племён, ояна, это были бичевание, укусы муравьёв и поджаривание на огне. Часто бичевание проходили все, но мужчины и юноши больше. После испытаний индеец считался настоящим охотником и получал право охотиться на крупную дичь, оленя и других животных, а также пользоваться бамбуковыми флейтами. У карибов культ музыкальных инструментов был менее развит, чем у араваков; женщины ими не пользовались, но могли смотреть на играющих. На примере того же племени можно видеть и устройство верований. В мужских домах они устанавливали изображения людей, зверей, птиц и рыб, но чаще это были чудовища-мараке, то есть дух анаконды. Всё это красочно изображалось на деревянном диске кисточкой из человеческого волоса. Сам диск вырезали в прошлом каменными орудиями, что было не так просто.